# 猪鼻湖神社
猪鼻湖神社（いのはなこじんじゃ）は、静岡県浜松市浜名区三ヶ日町下尾奈にある神社。

## 概要
浜名湖の北西にある支湖である猪鼻湖（いのはなこ）の接続部の東側（大崎半島の西端）に鎮座している。
創建は不詳だが、式内社としても記録されている古社である。
明治5年（1872年）に村社に列格。

## 祭神
- 武甕槌命
- 市杵島姫命